# Alan Sorrenti
 Alan Sorrenti (n. 9 decembrie 1950, Napoli, Italia) este un cantautor italian.